# Санто Стефано (Месина)
Санто Стефано је насеље у Италији у округу Месина, региону Сицилија.
Према процени из 2011. у насељу је живело 157 становника. Насеље се налази на надморској висини од 350 м.